# Die heilige Ente
Personnages
- Le mandarin (baryton)
- Li, sa femme (soprano)
- Yang, un coolie (ténor)
- Le joueur ambulant (basse bouffon)
- Le bonze (basse)
- Le majordome (ténor bouffon)
- Une nonne (contralto)
- Le Dieu du bassin d'eau (ténor)
- Le Dieu des portes (baryton)
- Le Dieu au-dessus du trône (basse)
- Chœur : bonzes, nonnes bouddhistes, porteurs, coolies, serviteurs du palais, etc.

Die heilige Ente: ein Spiel mit Göttern und Menschen (en français Le Canard sacré : un jeu avec des dieux et des hommes) est un opéra de Hans Gál sur un livret de Karl Michael von Levetzow et Leo Feld, créé en 1923 au Städtischen Theater Düsseldorf.

## Argument
L'éleveur de canards Yang amène un canard au palais lorsqu'il tombe sous le charme de Li, l'épouse du mandarin. Le canard est entre-temps volé et le mandarin condamne Yang à mort. Cependant, les dieux inversent leurs esprits ; Yang (maintenant le mandarin) commue la sentence qui allait désormais tomber sur le mandarin (dans le corps de Yang), et profite également de l'occasion pour mépriser les dieux. En colère, les dieux inversent le changement des personnalités. Le canard réapparaît maintenant et le mandarin (restauré), considérant cela comme un miracle, propose d'élever Yang à la noblesse. Yang en a cependant assez des changements et préfère chercher fortune dans le vaste monde.

## Orchestration
L'instrumentation est composée pour un grand orchestre, avec des bois et des cuivres, une gamme d'instruments à percussion et un groupe sur scène composé de trompettes, de trombones, de timbales, de gongs et de cloches.

## Distribution originale
| Rôle                                                                              | Voix          | Première distribution, 29 avril 1923 (chef d'orchestre : Georg Szell) |
| --------------------------------------------------------------------------------- | ------------- | --------------------------------------------------------------------- |
| Le mandarin                                                                       | Baryton       |                                                                       |
| Li, sa femme                                                                      | Soprano       | Elsa Oehme-Förster                                                    |
| Yang, un coolie                                                                   | Ténor         | Josef Witt (de)                                                       |
| Le joueur ambulant                                                                | Basse bouffon |                                                                       |
| Le bonze                                                                          | Basse         |                                                                       |
| Le majordome                                                                      | Ténor bouffon |                                                                       |
| Une nonne                                                                         | Contralto     |                                                                       |
| Le Dieu du bassin d'eau                                                           | Ténor         |                                                                       |
| Le Dieu des portes                                                                | Baryton       |                                                                       |
| Le Dieu au-dessus du trône                                                        | Basse         |                                                                       |
| Chœur : bonzes, nonnes bouddhistes, porteurs, coolies, serviteurs du palais, etc. |               |                                                                       |

## Histoire
L'opéra est un grand succès et est immédiatement repris par d'autres maisons d'opéra germaniques dans les années 1920 et au début des années 1930, notamment Breslau, Weimar, Aix-la-Chapelle, Chemnitz, Cassel, Königsberg, Prague et Berlin. Les représentations à Berlin et Breslau sont réalisées par le metteur en scène Heinz Tietjen. En 1929, Die heilige Ente devient le premier opéra contemporain diffusé par RAVAG (radio de Vienne). Cependant, après 1933, le régime nazi en Allemagne interdit la représentation, car Hans Gál est d'origine juive.
Une version abrégée de l'opéra à destination des enfants, avec accompagnement d'orchestre de chambre, est produite à l'Opéra de Cologne en 2007. L'opéra est joué dans une version pour piano et solistes (sans chœur) aux Sophiensaele de Berlin en 2012. Il faut attendre 2020 pour que la version complète avec orchestre et chœur retrouve la scène, au Theater & Orchester Heidelberg (avec diffusion radio, reprise en 2024).

## Source de la traduction
- (en) Cet article est partiellement ou en totalité issu de l’article de Wikipédia en anglais intitulé « Die heilige Ente » (voir la liste des auteurs).